# Ulrich Sander
Ulrich Sander, Pseud.: Ulrich Sander-Bodenhagen (* 29. März 1892 in Anklam; † 16. März 1972 in Leversen, Kreis Harburg) war ein deutscher Schriftsteller und Maler.

## Leben
Ulrich Sander wurde als Sohn des Gymnasiallehrers, Heimatforschers und niederdeutschen Schriftstellers Max Sander geboren. Seine Mutter, geb. Cabos, war Tochter eines Kaufmanns und Weinhändlers in Anklam. Er besuchte das Gymnasium der Stadt und studierte in Kiel, Berlin und Greifswald Germanistik. Nach dem Abbruch des Studiums diente er als Offizier an verschiedenen Fronten im Ersten Weltkrieg.
Sander gründete 1919 eine Bauernhochschule. Er war nach 1933 kurzzeitig Leiter der nationalpolitischen Erziehungsanstalt NAPOLA in Potsdam; schied ein Jahr später nach Zerwürfnis mit dem Erziehungsministerium wegen zu großer Einflussnahme von Partei und SS (denen er nicht angehörte) wieder aus, um als Autor von Heimat- und Kriegsliteratur sowie als Maler in Bodenhagen an der Ostseeküste tätig zu sein.

## Werk
Sander war ein produktiver und gemessen an den Auflagenhöhen erfolgreicher Autor. Zwischen 1933 und 1945 veröffentlichte er dreißig Romane sowie Erzählsammlungen und einen Gedichtband. Die Auflagen bewegten sich zwischen 21.000 und 46.000 Exemplare, wobei seine Front- und Heimkehrerromane die höheren Auflagen erzielten.
Ideologischer Fluchtpunkt von Sanders Trilogie „Der ewige Orlog“ (bestehend aus den Romanen Pioniere, Kompost und Jungens) ist der Nationalsozialismus. Der Roman Pioniere entstand dabei als Auftragsarbeit der Zeitung Tägliche Rundschau, in der er auch vorabgedruckt wurde. Er beschreibt den Ersten Weltkrieg aus der Perspektive einer Pioniereinheit. Der zweite Teil Kompost schildert die Erlebnisse eines Veteranen, der sich vom Großstatdleben enttäuscht an die Ostsee zurückzieht. Seine wirtschaftlichen wie sozialen Probleme lösen sich im Nationalsozialismus. In Jungens schildert Sander das Schicksal eines Jugendlichen vor dem Krieg, der sich gegen eine akademische Laufbahn und für einen Einsatz als Pionier beim Militär entscheidet. Bereits in Pioniere wird die Weimarer Republik als „Nacht“ charakterisiert, die über Deutschland gekommen sei und überwunden werden müsse. Formal ist der Text fragmentiert erzählt und bricht grammatische Konventionen. Dadurch schließt er formal an modernistische Traditionen des Expressionismus an.
Sander war Mitglied der Schriftstellergruppe „Mannschaft“, in der sich ab 1934 oder 1935 eine Gruppe von Weltkriegsveteranen-Dichtern unter Leitung von Jürgen Hahn-Butry und Otto Paust zusammengeschlossen hatte. 1939 Ehrenring der Mannschafts-Frontdichter der Nationalsozialistischen Kriegsopferversorgung.

## Werke (Auswahl)
- Das feldgraue Herz. Bekenntnis des Frontsoldaten. Diederichs, Jena 1933 (Deutsche Reihe Bd. 14).
- Pioniere. Ein Frontbericht 1914–1918. Diederichs, Jena 1933.
- Kompost. 1934.
- Inge Holm. Roman. Korn, Breslau 1934
- Norddeutsche Menschen. Korn, Breslau 1935
- Barberina. Eine Kurtisane aus galanter Zeit. Propyläen, Berlin 1935
- Jungens. Sturmjahre der Vorkriegszeit. Diederichs, Jena 1935.
- Kliffsommer. Propyläen, Berlin 1935.
- Iris. Novelle. Zwinger-Verlag, Dresden 1936
- Christine Bond. Wilhelm Heyne Verlag 1936
- Bauern, Fischer und Soldaten. Norddeutsche Geschichten. Propyläen, Berlin 1936
- Die Frau von Gohr. Deutsche Buch-Gemeinschaft, Berlin 1936
- Das Land Loddien. Korn, Breslau 1937
- Das Gefecht von Kalkehmen. Erzählung. Reclam 1937 (RUB 7349)
- Axel Horn. Roman. Hanseatische Verlagsanstalt, hamburg 1938
- Horn im Nebel. Adam Kraft Verlag, Leipzig 1938
- Königin. Novelle. Adam Kraft Verlag, Leipzig 1938 (Volksdeutsche Reihe Bd. 22)
- Mann vom See. Stalling, Oldenburg 1939.
- Oberst Lindeblatt. Roman. Stalling, Oldenburg 1939
- Die Kinderfamilie. W.Lipert, Berlin 1939
- Einmal Soldat – immer Soldat. (Die Bücher der Ährenlese; Bd. 9) 1940.
- Ola die Schwedin. Roman 1940
- Der Mittwochnachmittag. Adam Kraft Verlag, Leipzig 1940
- Kleine Feldgeschichten. Bd. 11.  Blut und Boden Verlag, Goslar o. J. [1940]; wieder Ährenlese, Berlin 1943. Illustr. Alfred Roloff.
- Die Werft am Strom. Adam kraft Verlag 1941.
- Ein zweistimmiges Lied. Novelle. Franck´sche Verlagsbuchhdl., Stuttgart 1941
- Heimat, Reich und Welt. 1942.
- Marie Godglück. 1942.
- Sturm in der Düne. Zeitgeschichte Verlag, Berlin 1942
- Alli Schütterling. Erzählung. Abel, Greifswald 1943.
- Malve Rambin. Velhagen & Klasings Feldpost-Lesebogen, Bielefeld 1943.
- Sergeant Poggendorf. Stalling, Oldenburg 1944
- Hollewinkel. Roman, 1949.

## Auszeichnungen
- 1940 Wilhelm-Raabe-Preis für Mann vom See